# 1834 az irodalomban
Az 1834. év az irodalomban.

## Események
- Toldy Ferenc szerkesztésében megindul a Magyar Tudós Társaság folyóirata, a Tudománytár

## Megjelent új művek

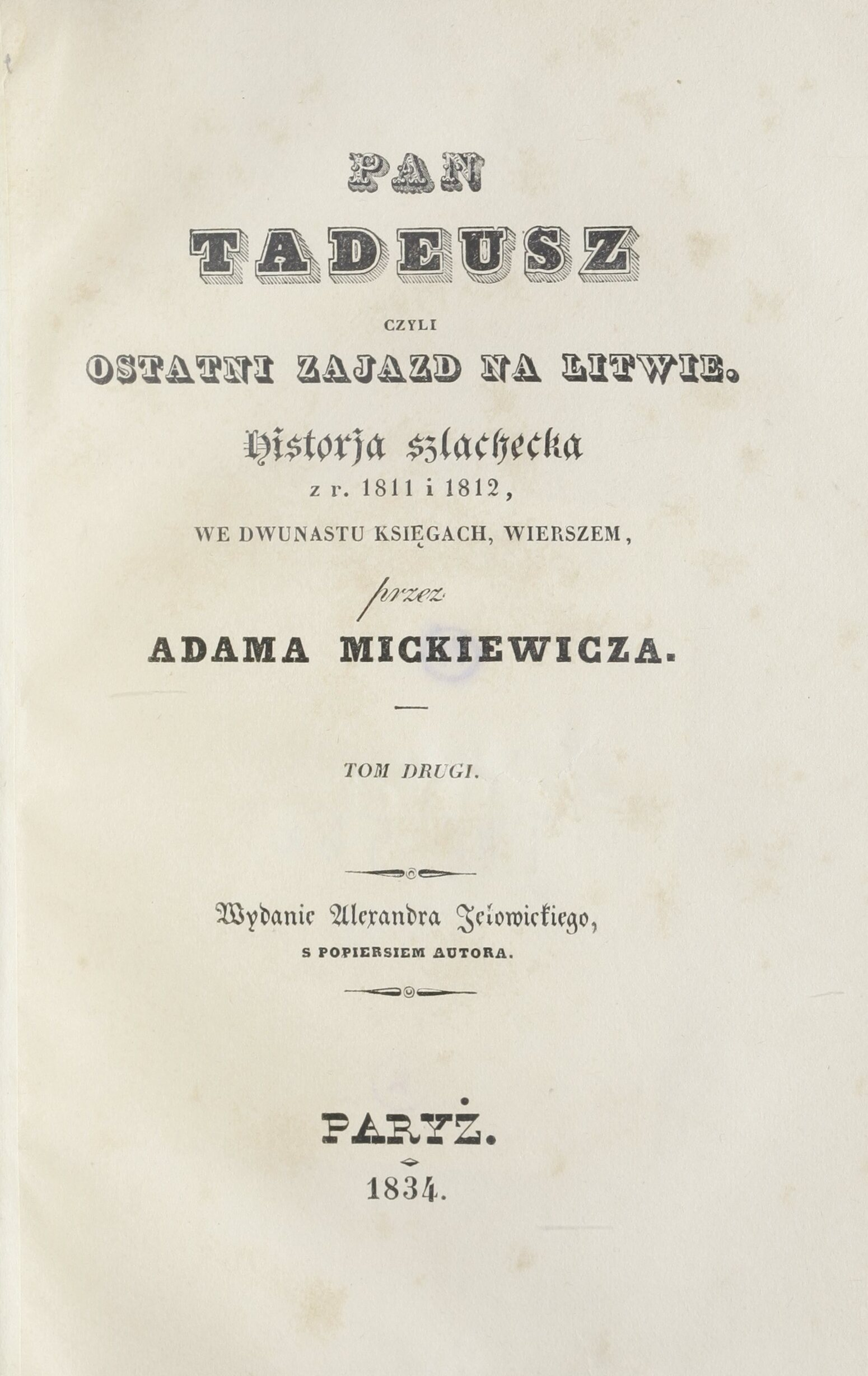
Pan Tadeusz

- Honoré de Balzac regénye: Az alkimista (La recherche de l'Absolu)
- Victor Hugo regénye: Claude Gueux
- Charles-Augustin Sainte-Beuve francia író, kritikus önéletrajzi műve: Volupté
- Edward Bulwer-Lytton angol író regénye: The Last Days of Pompeii (Pompeji utolsó napjai)
- Alekszandr Puskin elbeszélése: Pique Dame (Пиковая дама)

### Költészet
- Párizsban megjelenik a nagy lengyel költő, író, Adam Mickiewicz eposza, a Pan Tadeusz.
- France Prešeren szlovén költő versciklusa: Sonetni venec (Szonettkoszorú)
- Johan Sebastian Welhaven norvég lírikus kötete: Norges Dæmring (Norvégia hajnala)[1]

### Dráma
- Megjelenik Alfred de Musset két színpadi műve:
  - Lorenzaccio, romantikus dráma
  - On ne badine pas avec l’amour (Nem szokás a szerelemmel játszani), vígjáték
- Franz Grillparzer Der Traum ein Leben (Az álom – élet) című drámájának bemutatója. (A cím utalás Calderón drámája, Az élet – álom (La vida es sueño) címére.)

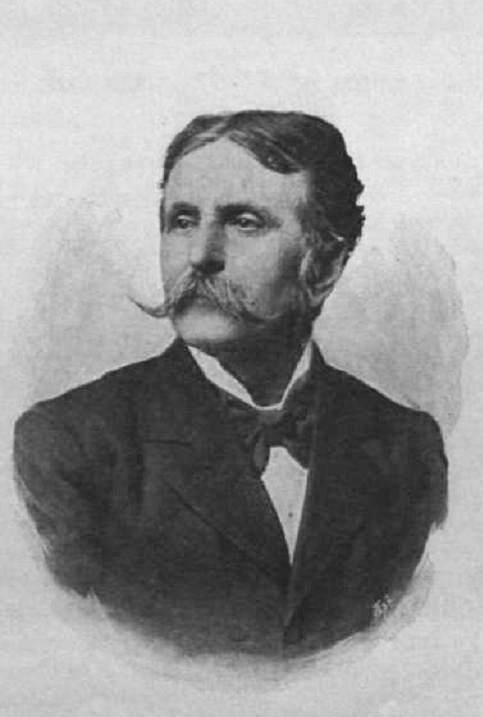
Vértesi Arnold

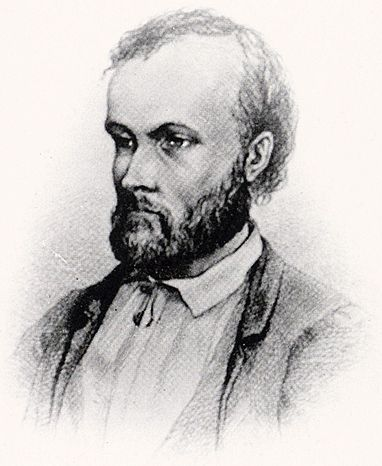
Aleksis Kivi

- Megjelenik Juliusz Słowacki Kordian című romantikus drámája, egy trilógia első része (Kordian: Część pierwsza trylogii. Spisek koronacyjny). Az ebben az évben írt  Balladyna című tragédiája csak 1839-ben lát napvilágot.
- Frederik Paludan-Müller dán költő lírai drámája: Amor and Psyche (Amor és Pszühé)[2]

### Magyar nyelven
- Az Aurora c. almanach közli Vörösmarty Mihály verses elbeszélését, a Szép Ilonkát.
- Bölöni Farkas Sándor útirajza: Utazás Észak-Amerikában

## Születések
- január 8. – Larin Paraske izsór népi énekes[3]  († 1904)
- március 24. – William Morris angol költő, író, fordító, festő, iparművész († 1896)
- július 9. – Jan Neruda cseh költő, író († 1891)
- augusztus 16. – Vértesi Arnold regényíró, műfordító, lapszerkesztő († 1911)
- október 10. – Aleksis Kivi finnországi svéd író, a finn dráma és regényírás „atyja” († 1872)

## Halálozások
- július 25. – Samuel Taylor Coleridge angol költő, kritikus, filozófus, az ún. tavi költők egyike (* 1772)
- szeptember 16. – – Antoine-Vincent Arnault francia költő, drámaíró, a Francia Akadémia tagja (* 1766)
- december 10. – Alexander Chalmers skót életrajzíró, újságíró, kiadó és műkritikus  (* 1759)
- december 27. – Charles Lamb, a romantika korának angol költője, esszéíró, irodalomkritikus (* 1775)